# Williams Bay
Williams Bay è un villaggio degli Stati Uniti d'America, situato in Wisconsin, nella contea di Walworth.